# 찰스 매너즈서튼
찰스 매너스-서턴(Charles Manners-Sutton, 1755년 ~ 1828년 7월 21일)은 캔터베리 대주교이다. 제3대 러틀랜드 공작 존 매너즈의 손자이자 조지 매너즈서튼 경의 아들이며 제1대 매너즈 남작 토머스 매너즈서튼의 형이다. 1792년 노리치 주교가 되었고, 1805년 캔터베리 대주교가 되었다.